# Viesly
 Viesly  é uma população e comuna francesa, na região de Altos da França, departamento de Norte, no distrito de Cambrai e cantão de Solesmes.

## Demografia
| 1962 | 1968 | 1975 | 1982 | 1990 | 1999 |
| ---- | ---- | ---- | ---- | ---- | ---- |
| 2186 | 2243 | 2102 | 1844 | 1566 | 1419 |